# 龙之谷
《龙之谷》是一款韓國公司Eyedentity Games研發的大型多人線上角色扮演遊戲，使用非鎖定式第三人稱視角令玩家可以完全控制自己所使用的角色的動作。龙之谷是通過類似副本的系統提供角色養成的。採用免費遊戲道具收費模式運營。
2014年7月31日，同名游戏改编电影《龙之谷：破晓奇兵》在中国首映。
2017年3月2日，由盛大游戏和欢乐互娱研发，盛大游戏和腾讯游戏合作力推《龙之谷手游》全平台上线。

## 發佈日期

### 韩国
2007年11月2日，韓國第二大遊戲發佈商Nexon向外公佈了龙之谷，並宣稱該款遊戲將會在2008年中期進行封閉測試，不幸的是，這款遊戲延期發佈直至2009年底，而韓國官方正式的發佈日期則為2010年3月。

2012年10月23日09:00，韓國第二大遊戲發佈商Nexon发布了2012年11月28日开始龙之谷游戏转为韩国Actoz Soft运营。

### 中國大陆
早在2007年12月，中國大陆的遊戲代理商盛大网络就向外宣佈他們將會代理這款遊戲的中國大陸版本，而中國大陸版本的封閉測試也從2010年3月25日開始，並於同年7月22日正式公開測試。在2014年1月9日，中国大陆版本也开放了页游版的封测。

### 台港澳地區
2010年夏季，游戏橘子宣布取得该游戏在台港澳地区的发行权，预计冬季上市。2010年10月8日开启CCB测试。
2013年8月6日，游戏橘子宣布在2013年11月11日中午12點結束台版和港版龍之谷營運，因港台代理合約將到期，雙方不再續約。
2013年8月26日，遊戲新幹線宣布取得《龍之谷》的代理權，為了和過去有所區別而將《龍之谷》改名為《新龍之谷》，並於2013年11月12日開始台灣伺服器的營運。2013年10月9日，智傲網絡娛樂宣佈與遊戲新幹線合作為港澳地區提供《新龍之谷》的營運服務，也於2013年11月12日開始香港伺服器的營運。
2019年8月27日遊戲新幹線宣布結束營運，《新龍之谷》則由遊戲橘子再次代理。

### 日本
2008年11月21日，NHN Japan公佈他們將會在他們的Hangame JP平臺上發行龙之谷的日本版（日文版标题为“Dragon Nest”的罗马化片假名）。而在2010年3月4日，NHN Japan公佈了龙之谷日本版角色配音演員表，其中提到GACKT會為主要角色之一貝思柯德的配音員並且會為該遊戲製作和演唱名為『Ever』的黑暗版主題曲，同年4月，NHN公司在澀谷舉辦披露會，邀請了KOKIA現場演唱該遊戲的光明版主題曲『Road to Glory ～ for Dragon Nest』。日本版2010年4月17日开始封閉測試，5月27日开始公测。

### 美国
2009年的西雅圖遊戲展中，Nexon的美國分公司公佈了他們將會代理遊戲的美國版，並宣稱將會在2011年初放出遊戲。在2011年7月26日，美国Nexon发布了他们的开放性测试版本，等级上限是32级，并在同年12月中旬开放了40级版本。2012年10月24日开放50级版本。

### 马来西亚、新加坡
盛大网络和Cherry Credits联合放出了本地化后的东南亚（马来西亚，新加坡）版本龙之谷，封闭测试期为2011年7月13日至7月19日。开放性测试期为2011年8月16日至10月20日。并在10月18日开放神圣天堂，标志着游戏的正式运营。该版本的英文配音以及主题曲“The Warrior Call”是由Walz Music & Sound的Aaron Walz制作的。东南亚版本的龙之谷在2011年12月13日开放了40级的版本，一并开放了狮蝎巢穴和天启巢穴。在2012年6月4日当天开放了海龙巢穴。

### 泰国、越南、柬埔寨
2012年的泰国游戏展中，韩国EYEDENTITY GAMES公布了Asiasoft代理的东南亚（泰国、越南、柬埔寨）版本龙之谷，并在3月15日开始到19日为止举办的内测期间，累计下载量达到40多万次。另外，同时在线人数达到2万，成为了泰国5年来测试期间同时在线人数最多的网络游戏。在3月27日《龙之谷》在泰国开始进行收费运营。今年6月初，泰服官方宣布同时开放地狱犬巢穴和40级。

### 印度尼西亚
在2012年2月10日的南雅加达的Velpa Gandaria城，GameQQ公司正式接受了一个邀请印尼最大的网游代理商Gemscool加盟并签约了韩国EYEDENTITY GAMES公司的龙之谷印度尼西亚地区的代理权。Gemscool并正式宣布今年7月份正式开放龙之谷印度尼西亚的封测。

### 欧洲
2012年9月，韩国EYEDENTITY GAMES公布了eFusion MMOG GmbH代理的欧洲版本龙之谷，在2013年2月22日宣布上市，并在2013年2月27日，龙之谷欧服官方正式不删档封测（但有外服[IP]限制）。但在2013年10月24日至29日期间，欧服的其中一个服务器就公开转让了给盛大官方。

## 故事

### 古代
大神德斯莫德乌斯命令阿尔泰亚和维斯提内姐妹神创造世界。阿尔泰亚创造了秩序之龍和混沌之龍，并创造古代人辅佐自己又创造了精灵保护自然，最后又创造了人类和其他动物，形成了一个叫阿尔特里亚的美丽世界。在看到大神德斯莫德乌斯对阿尔泰亚的赞赏之后，嫉妒心使维斯提内对她姐妹下了可以杀死神的灵魂的名为堕落之毒的毒药。大神德斯莫德乌斯为了挽救阿尔泰亚的性命而命令睡梦之神让她沉睡，而维斯提内为了躲避德斯莫德乌斯的愤怒逃到了迷之大陆（美斯特聯德）。
被堕落之毒影响的世界开始发生变化，古代人的精神中出现了前所未有的贪婪和自私，其中一部分更为了占有更多女神的力量而使用了禁断的魔法使世界遭到破坏：精灵相继死去、环境恶化严重。没有堕落的古代人因此无法继续忍耐，从而爆发了战争。
在战争的负面影响下，阿尔特里亚的世界构造出现了缺陷：邪恶的暗影之龍出现了。他们在世界到处破坏并与世界的守护者秩序之龍和混沌之龍展开了激战，不幸的是，混沌之龍在激战的过程中变的堕落。虽然知道杀死混沌之龍的话秩序之龍自己也会消失，但是为了拯救世界他还是选择和混沌之龍同归于尽。只不过秩序之龍和混沌之龍的残骸：力量碎片留在了世界上，秩序之龍分裂成金龍(杰兰特)和銀龍(阿尔杰塔)，混沌之龍則分裂成七條龍

### 50年前
多少年过去以后，其中混沌龙的碎片：黑龙卡拉斯又於世界中横行，而人类的后裔一直坚守着自己的文明，而为了把世界从恐惧中解放出来的精灵们也又再次站了出来与人类结盟。由六位英雄杰倫特，威爾斯肯特，巴勒纳，娜溫，卡拉律，泰拉瑪伊带领的屠龙者的大军发起了龙之突袭，并最终打倒了黑龙。但在战斗中联军也损失惨重，失去领袖的屠龙者们虽然四散到各地，但是龙之突袭的事迹却在各地流传了下来，成为吟游诗人和冒险家津津乐道的话题。

### 现代
和平持续了大约50年，在大贤者预言中的诞生之星出现的10多年的后，预言中的太古之星也出现了，知道预言的人们希望先知能够降临并拯救在龙之突袭的遗毒经历50年仍未消逝的阿尔特里亚大陆，但是和他们期待相反的，魔物却变得更加凶恶。而在人们的不安之中，一些年轻的冒险家则刚刚踏上他们的旅途……

## 職業
职业对应的性别限定，每一种初始职业的等级达到15级之后均可完成相关任务而转职成为两种不同的进阶职业，45级之后每种职业还可以在完成相关任务的情况下转职成两种新的不同的进阶职业。当选择的职业不同时，出生的地点也会不同。

### 战士（Warrior）
（声：日本：野中蓝）
对武器的天赋极佳，正义感很强的热血少年。为找尋父親而踏上旅程。
傳說的戰士-六英雄巴尔纳（巴勒那）的弟子-沙狼蘭伯特的兒子。
繼承了來自父親的優越天資，年紀輕輕就已經有足以獨當一面的實力。
性格正直莽撞，時常顧前不顧後，卻也可以為了同伴出生入死在所不惜，擁有遠超乎常人的正義感，標準的王道型主角性格。
因為父親的一句話而追尋著父親的腳步出發旅行，在旅途中經過一個小村莊之時，意外的救了受到襲擊的少女-莉莉，從少女口中得知了尚有一名女孩-蘿絲已被擄走的訊息…
擁有無比正義感的他因此拔刀相助，而也捲入一連串的事件之中，開啟了龍之谷的傳說。
典型的前锋型并唯一拥有冲锋技能的职业（90级版本后所有职业都可修习冲锋技能）。拥有近身格斗和小范围攻击技能打击的能力。他们使用包括大剑、战斧或鐵锤的双手武器并佩戴臂鎧。
剑圣（Sword Master）
迅猛，敏捷，拥有精湛的剑技并可以通过剑气进行多重灵巧又强大的打击的剑术大师。
技能限定武器为大剑。拥有物理攻击为主的武器技系和魔法攻击为主的剑气系还有一系列回避、反击、突击和增益技能。以灵活见长，爆发力强。
剑皇/劍鬥士（Gladiator）
物理剑技修炼到极致的剑圣们为了追求更高的层次而选择的进修道路，他们对武器技的运用到达了一种与众不同的境界，是令人闻风丧胆的斗士。
月之领主/月光劍豪（Moonlord）
当利用剑气攻击的招式炉火纯青时，不需靠近敌人便能进行殺戮。当月牙状的剑气不断出现时，人们便称他们为月光劍豪。
戰神/傭兵（Mercenary）
拥有虽然缓慢但是充斥力道的攻击方式以及较高的防御，还能增益辅助队友或是震慑敌人的佣兵。
技能限定武器为战斧和鐵锤。拥有近身的旋风系和中程的炸弹系物理攻击技能，以及提供各种增益状态的战吼系和各种生存技能。持续作战能力和生存能力强。
狂战士（Barbarian）
利用战斧进行战斗，在敌阵中杀进杀出的血腥勇士，擅长近距离缠斗的战士。
毁灭者（Destroyer）
利用鐵锤进行战斗，拥有超高的防御和装甲破坏力，是佣兵中程的攻坚能手。

### 弓箭手（Archer）
（声：韩国：윤여진(尹美娜) 日本：阿澄佳奈）
既温柔善良又想拥有令邪恶的事物胆怯的强大力量的新生精灵少女。
世界樹的孩子，亦即我們平常所認知的「年輕精靈」。
擁有精靈一向固有的美貌及脫俗氣質，個性溫和純淨，卻因未曾接觸過外界事物而顯得涉世未深，對外界的禮儀規範以及人類處世想法有許多無法理解跟適應之處。
受現任精靈女王之命來到外界調查近日魔物頻發的原因，同時也為了尋找自己的「特里西亞」而出發旅行。
旅寄伯萊利村莊之時，意外的捲入少女被誘拐的事件，在其原先應當平淡安穩與世無爭的生命裡，激起了一波無法止歇的巨大漣漪。
远程攻击职业。特长是长距离打击和各种踢技。她们的武器为长弓、短弓或弩箭(十字弓)并装备箭筒。
箭神（Bow Master）
专注研究弓箭的能力从而精通各种广域箭术和打击魔法的箭术大师。
技能限定武器为长弓和弩箭(十字弓)。拥有灵活性较低但攻击范围大的物理系箭术和较灵活的针对个体的魔法系箭术。射程最远攻击力最高的职业
狙翎/天弓射手（Sniper）
集召唤诱敌，爆发压制与一身，强而有力的远程攻击手。继承了物理系箭术并发扬光大的箭神。
魔羽/馭魔箭手（Artillery）
利用魔力战斗，如轻羽般飘逸的箭神，她们懂得从一个崭新特殊的角度全诠释箭术。
遊侠（Acrobat）
游走在敌阵中并有强化的增益技能和花样繁多的踢技，仿佛在玩弄敌人的杂耍艺人。
技能限定武器为短弓。拥有提升团队能力、范围打击的精神系、华丽的踢技和箭术以及各种取消技和移动技能。无缝输出能力最强，也是最灵活的职业。
影舞者（Tempest）
强化自身精神系的游侠，能让敌人产生看到各种幻影的错觉，令人炫目的进行各种高速打击，是华丽的舞者。
風行者（Wind Walker）
天空与风的宠儿，灵活的身姿已经达到任何人都无可匹敌的境界，天空才是风行者的舞台。

### 魔法師（Sorceress）
（声：韓國：全舒靜 日本：小清水亚美）
从出生开始就拥有优秀的魔法才能，从小就接受魔法师训练的天才少女。
個性聰明伶俐卻任性刁蠻，本性善良卻嗜賭如命的鬼靈精怪魔法少女。
擁有非常優越的魔法才能，不但年紀輕輕就有著遠超同門的成就，更被認為是大法師卡拉秋後繼者的超級天才。
如此的她，卻在前往進行魔法師試煉的旅途中，於神聖天堂豪賭酗酒揮霍無度，而欠下了高達200億GOLD的天額賭債…
跑路5年之後為了躲債而不得不重新回到魔法師根據地的魔法山脊，卻也意外的拯救了正被魔物襲擊的聖物護送隊，捲入了護送隊遇襲事件，而大大改變了未來的命運。
典型的法系职业可以利用魔法制造强大的伤害，拥有火系、冰系、暗系和魔系四种类型的法术。她们使用長杖作为武器，并佩备魔法书、人偶或魔力球提供不同的辅助攻击方式。
元素师/元素使（Elemental Lord）
使用元素法术进行近身法术格斗的高阶法师。
元素使可以用任何法师武器，使用火系和冰系两种元素进行不同风格的攻击，威力相当可怕的职业。
火舞/炎之幻姬（Saleana）
继承并发扬了火系魔法，能够利用多变的火炎进行中远程广范围威力强大的打击的元素师。
冰灵/冰之女王（Elestra）
继承并发扬了冰系魔法，可以利用冰冻的特性进行更良好的防御以及全方位的控场和多元化攻击形态的元素师。
魔导師/魔導士（Force User）
使用暗系和魔力系作为主要攻击手段，并利用魔力控制时空来辅助自己和队友的法师。
魔导師可以用任何法师武器，能通过三系列技能的的不同特点限制敌人的行动，以面对各种状况，尤其时间系的绝招更受团队欢迎，团队中的控场职业，掌握输出节奏的核心。
时空领主/光影術士（Smasher）
强化了操控激光的能力的魔导士，能够利用激光进行精准的中程魔法打击。
黑暗女王/時空領主（Majesty）
强化了操控重力的能力的魔导士，能够更加强力的控场和利用重力进行致命打击。

### 牧师（Cleric）
（声：韓國：최재호(崔载虎)；日本：浪川大辅）
贵族出身，放弃了继承家业而凭借自己的意识选择了圣职者道路的，充满正义感的少年。
待人謙遜有禮、態度認真謹慎、個性溫和善良卻不擅與人交際的青年。
雖是出身名門之後，全身自然而然的散發著一股高貴優雅的氣質，卻因私生子的身分而遭到疏遠而離開家族自願投入神殿騎士團從事聖職者修行，有著同齡者所無法比擬的幹練跟實力。
受主教的令命，隨著神殿騎士團來到魔法山脊進行搜索龍之追隨者的任務，意外遇上護送隊遇襲事件，揭開了故事的序章。
攻防兼备的近身战士，还会使用一些中远距离的光系法术和治疗法术。他们可以使用链錘、鎚矛或權杖，并佩戴護盾。
贤者（Paladin）
通过审判魔法打击敌人，并拥有高超的生存能力的圣骑士。
技能限定武器为鏈錘和鎚矛。可以说拥有游戏中最强的生存能力，和仅次于剑圣的突进能力，审判法术均为大范围魔法，而盾系攻击则可以大量吸引仇恨，从而给团队制造安逸的输出环境，于此同时也可以用各种无敌技能自保，可以说是攻守兼备，团队的核心。
圣骑士（Guardian）
拥有强大的格档技巧保护自己以及队友的守护者，用最强的盾来守卫最重要的人。
十字军（Crusader）
依靠虔诚的信仰，通过各种光系的审判法术对阻挡他们的敌人进行神圣的制裁的圣战士，对不洁的魔物报以神明的鏈锤。
祭司（Priest）
拥有各种不同增益效果或攻击方式的图腾和闪电形态的光系魔法的辅助職業。
技能限定武器为權杖。祭司的图腾系可以在控制敌人的移动的同时给队友辅助，还拥有众多团队增益法术，还有电系技能提供相当可观的输出，能力之全面相当于团队的后勤中坚。
圣徒（Saint）
强化图腾使用技巧，利用图腾阵来进行多方位打击以及守护的圣职者。
雷神/審判者（Inquisitor）
强化審判技巧，能够更熟练的运用神灵的力量对魔物进行神圣的判决的圣职者。

### 機甲蘿莉/學者（Academic）
（声：日本：悠木碧）
突然從天而降的神祕少女，嬌小的外形內藏強悍的內心。由50年後的世界穿越時空而來，為了拯救未來的世界，告別最親愛的姐姐，和忠於自己的機器人傑森、機器瘋鴨，一起踏上冒險之旅。
主要任務是尋找先知來得到「巨石碑」（莫諾里斯）的位置所在，為避免改變未來而不能過度干預正在發生的事，對於明明能阻止悲劇的發生卻又不能行動而感到無奈。
本體並非人類，而是由未來的百合花利用龍之寶玉碎片作为心脏所製成的百合花复制人，代号为XD-26。
她們使用火炮以及被稱為咯巴拉的魔法槍進行攻擊。
工程師/機甲召喚師（Engineer）
利用工業製作的機械夥伴和炸藥在戰場上進行戰術支援的職業。
重炮手/砲擊之星（Shooting Star ）
以炮擊能力和機械人「攝魂怪/機甲傑森」的運用為主，以強大火力作為賣點的突擊職業。
機械大師/機甲司令（Gear Master）
以各種機械鴨的召喚和運用為主，體現為一人軍隊戰術風格的職業。
鍊金術師（Alchemist）
使用生化科學召喚合成生物，利用各種元素系的招數來進行攻擊或輔佐的職業。
煉金聖士/鍊魔使（Adept）
主要利用體現為冰、炎元素的生化技術進行戰術打擊的戰鬥職業。
藥劑師/鍊癒使（Physician）
主要利用體現為光、暗元素的生化技術進行輔助治療及延時攻擊的輔助職業。

### 舞孃－卡莉（Kali）
（聲：日本：平野綾）
當代表先知的太古之星於天空中閃耀時，很多人不知道在那耀眼的光芒中也有一顆正發著微弱光芒的星星。而那顆星星宣告著背負先知之影－影子之星天命的孩兒隨著先知的降臨而誕生，而她就是「卡莉」。背負沉重命運的卡利註定無法過著平穩的生活，突如其來的浩劫使她的故鄉「退隱者村莊」一夕毀滅，悲痛的她以控靈術喚起了導師的靈魂，在祂的指引下踏上了追尋天命的旅程。
擅長中、近距離的戰鬥。能夠招喚靈及暗屬性的攻擊，也能使用各種增益效果。擅長武器為蝶扇跟圓月環。
靈喚舞姬/呐喊者（Screamer）
操縱靈魂之力的死靈法師，擅於暗屬性的魔法攻擊，以召喚靈和符咒攻擊或是詛咒敵人的中距離戰鬥職業。
黑暗萨满/暗黑召喚師（The dark shaman）
可操纵巨大的灵魂之手，进行多样的攻击，并可使自己进入灵魂冥想状态，免疫所有伤害。
噬魂者/喚靈使者（Soul Eater）
可以召唤出不同上古英武生物的灵魂，对敌人进行范围的黑暗法术打击，并对敌人产生诅咒的减益效果。
媚影舞孃/舞者 (Dancer)
使用圓月環的連續攻擊和利用死靈進行強大攻擊的物理屬性近戰職業，可視情況召喚多樣怪物靈魂來強化隊友或弱化敵人。
劍刃舞者 /刀锋舞者(Blade Dancer)
以圓月環進行亂舞來快速攻擊敵人。
闇影支配者 /灵魂舞者(Spirit Dancer/SoulDancer)
讓多種死靈降臨並以強大的攻擊壓制敵人。
- 在隐匿者之村遭到灭门后，遵循导师的遗愿寻找命运来到普雷利镇，而作为故事的开端的角色

### 刺客/暗殺者（Assassin）
（声：中国大陆：刘杰 日本：绿川光）
被一對神秘的男女撞上後莫名的穿越時空，從過去來到現在的少年。為了理解發生在自己身上的事，並尋找回到原本時空的方法，與跟著自己的神祕女子露娜莉亞一同踏上旅程，也因而捲入了關乎世界命運的冒險中。
原本只是不會戰鬥的普通人，但身體被神秘男子幻象（illusion）附身，進而獲得戰鬥的技巧與能力。
刺客會以血、火花和影子為翅膀，靜靜地虎視眈眈敵人的生命。使用彎刀與棍仗等武器作近身戰鬥，也會運用弩箭和鐵鍊鎌刀等暗器進行中遠距離的攻擊。會受到力量和敏捷的影響。
追擊者/暗之使徒
得到古代流傳下來暗殺技真傳的獵人。可以用各种暗器追擊敌人，瞬间实施暗杀。可以快速追踪敌人或通过隐身速战速退，擅长追踪和回避技能。可以在隐身后突然出现发动近距离攻击，或者使用链镰发动远距离攻击。可以用鬼神莫测的攻击尽情蹂躏敌人。喜欢战斗，战斗时多少带着点疯狂的味道。
掠奪者/暗杀者（影/烏鴉/Raven）
不知道何时会在哪里出现的擅长暗杀术的刺客--掠夺者。没有人能摆脱他的暗器可以在远距离利用暗器（藏在身上各处的武器）安全地进行攻击。可以利用华丽的链镰进行战斗（和战神的战斗类型类似）。可以利用各种飞镖进行战斗。
2转之后，各种EX技能可以强化为暗属性攻击。
撕裂者/收割者（烈/死神/Ripper）
在黑暗中无声无息地出现的擅长体术的刺客—收割者。在回头的一瞬间，永远地消失在了黑暗之中。通过隐身攻击，使敌人无法轻易发现自己的位置。最大限度地利用体术，展开近距离攻击。 可以在移动时留下残像，然后发动攻击， 让人捉摸不定。
2转之后，各种EX技能可以 强化为火属性攻击。
使者/光明之怒（Bringer）
結合光與暗的強大刺客。擅長短劍，也可召換各類刺客盟友來一起戰鬥。擁有治癒、強化盟友的「光查克拉」與帶給敵人痛苦的「深淵查克拉」力量。
光輝使者/光輝之怒/曜（Light Fury）
懷著光輝憤怒之人，利用內心善良力量的光輝使者具有恢復盟軍的能力，使用光查克拉，治癒盟友和協助戰鬥。
2轉之後各種EX技能可以 強化為光屬性攻擊
深淵行者/暗（Abyss Walker）
利用內心邪惡力量的深淵行者會帶給敵人慘絕人寰般的痛苦，使用深淵查克拉，在近、中距離對敵人進行猛烈攻擊。
2轉之後各種EX技能可以 強化為暗屬性攻擊

### 長槍手/萌騎士－蘭希亞（Lancea）
（日本：齋藤千和）
鋼鐵兄弟團首領的長女。受父親所託付的任務而踏上旅程，與妹妹帶著一項祕寶前往魔法山脊，因而展開了一場驚天動地的冒險。
性格天真爛漫，但腦筋總是不太靈活，而傻裡傻氣的個性也常讓人感到無奈。非常熱血，並具有非常強烈的正義感，當她面對不公不義、破壞和平之徒時，可是比誰都還要認真，會用她的槍術替天行道。
以槍進行大範圍的攻擊並快速擊倒敵人，即便在遠處也能擊中敵人要害。
奪魂者/槍術師 ( Piercer )
熟練使用大型長槍的奪魂者，一旦鎖定敵人就決不會放過對方。
疾風魅影/皇家騎士（Flurry）
攻擊速度如風一般，她的攻擊既花俏華麗又讓人難以捉摸。
單純的物理型攻擊打手，衝入敵人之間以廣域攻擊殺個敵人措手不及。
幻魔槍騎/魔槍騎士（Sting Breezer）
以魔法系攻擊為主。槍還沒碰到敵人，便已將敵人殺的屍橫遍野。
單純使用光屬性的魔法型打者，利用魔法牆和殘影攻擊敵人。

### 瑪奇娜 ( Machina )
(聲:日本:茅野愛衣)
右手裝著機械拳套的狐族少女。
原和自己的村人一同搭著紅色商團的飛行船求醫，飛行船卻被一位名叫舒利亞的獸人給摧毀，自己也被舒利亞拋下船。清醒後發現自己正在伯萊利村莊的附近，並巧遇一位名為掌神龍老的獸人武術家。在他協助下學習武術，以壓抑體內的怪異病狀，同時設法追查舒利亞與其他族人的下落。
由於人類與獸人之間的隔閡，對人類非常不信任，反而與身為黑暗精靈的艾蕾娜接觸。
可自由自在的使用機械拳套，並靠著華麗的體術與動物般的敏捷度瞬間先發制人。
機甲獸孃 ( Patrona )
破壞者 ( Ruina )
捍衛者 ( Defensio )
禦雷獸孃 ( Launcher )
疾光武姬 ( Impactor )
電光禦使 ( Luster )

## 主要故事人物

### 六英雄
杰倫特/杰蘭特（Geraint）聲：（日本：森川智之）
龙之突袭六英雄之一，剑术精湛，相貌俊朗的金发剑士。50年前突然出现在众人面前统领屠龙者大军对抗黑龙，随后销声匿迹。50年后又出现在人们面前，引领年轻的冒险家对抗新的恶势力。
实际身份是古代龙的后裔，肩負着守護世界的命運，並與欲給世界加以混亂的各種惡勢力做對抗。他的传奇故事让阿尔切林加大陆的人类中兴起了“杰倫特”的命名风潮，不论新生的婴儿还是宠物都被起名为“杰倫特”。
為追查黑龍下落而再度來到神聖天堂，在與化為黑龍的威爾斯肯特一戰中身受重傷，失去了僅存的一隻眼睛，為保護萝丝而在地下王城中建立巢穴。後受伊葛納西歐的奸計所害，死於海龍賽派特拉手中，而萝丝也在巢穴瓦解後被人擄走。杰倫特死後他的劍被威爾斯肯特取走。
之後，亞勒詹達藉由精靈生命之樹的力量與杰倫特留下的寶玉讓杰倫特重生。然而新生的杰倫特不只外表年輕了一些，也沒有繼承之前的記憶與性格，態度顯得桀傲不遜，還將以前的自己稱為失敗者。
威爾斯肯特/貝斯柯德（Velskurd）聲：（日本：Gackt）
龙之突袭六英雄之一，下级贵族出身，通过自己多年的努力爬升到近卫骑士的青年。据说是靠运气和人缘才参加了龙之突袭，曾经和杰倫特的关系很好。虽然相传在当年战死，但事實上是背叛夥伴帶著黑龍的寶玉逃跑。據杰倫特所言，威爾斯肯特是受某人的指使才參予龙之突袭。
50年來銷聲匿跡，直到最近又再次出现，并且劫持了作为先知的萝丝，利用了她身上古代人的力量化身成新的黑龙。在黑山建立巢穴，囤積兵力而有所圖謀，但在杰倫特、亞勒詹達與冒險家們等人的努力下敗亡，受到極為嚴重的傷。
據他自己所言，他為龍之追隨者首領佩達的直屬部下－7位使徒之一。當年受他命令偷走黑龍的寶玉，卻被當成與寶玉融合的實驗品，而被同為使徒的克拉漢折磨。發覺自己只是被當成工具後，為復仇而背叛了佩達。
在未來的時間線裏成為守護世界的唯一剩餘的龍，為新的六英雄之一。
巴勒納/巴尔納（Barnak）聲：（日本：黒田崇矢）
龙之突袭六英雄之一，把鬆散的佣兵集团集合起来的男人，性情急躁但品行端正，是所有战士导师向往的人。突袭后感染到黑龍的血液，行踪不明。使用长剑的佣兵。有三个徒弟。其中第二位和第三位是阿雷格罗和兰伯特。曾说过「在战场上最重要的并不是如何战斗，而是如何活下去」的名言。
龙之突袭過後，為了尋找治療黑龍血的辦法而前往泰努瑪拉沙漠地區，但最終無疾而終而死。由泰拉瑪伊下葬。
多年後的遺體遭邪惡力量所控制，以行屍走肉的型態出現在洛德斯沼澤。最終被看不下去的藍伯特打倒，屍體被泰拉瑪伊存送至寂靜修道院中安葬。
娜溫/内爾文（Nerwin）
龙之突袭六英雄之一，银色新月弓手团的领袖，阿努阿兰德派遣的特使。突袭之后回到故乡成为新的女王，被尊称为「纳尔希亚」。因為受到黑龍之血污染而身受重傷，被送到「亞倫迪爾」治療。
卡拉律/卡拉秋（Karakule）
龙之突袭的六英雄之一，在莲花沼泽修炼的魔法师，带领佩奥里斯塔魔法师团参加龙之突袭。对杰倫特有好感，曾為他親手做料理，結果被評為是生化武器（就是日後有名的獵犬食物），而在知道杰倫特的真实身份后觉得自己遭到背叛。由於受到黑龍之血的污染而蛰居在莲花沼泽中療傷，從此不问世事。有一个曾經挚爱的哥哥，但50年後卻死在哥哥手上。
泰拉瑪伊/特拉马依（Teramai）聲：（日本：石塚運昇）
龙之突袭的六英雄之一，被杰倫特感动而带领神殿骑士团的牧师参加龙之突袭。突袭后成为了泰拉玛伊教的教皇，后来因为挚友的死而无法释怀开始了旅居生活，把一切事务教给了皇城的主教管理，目前行踪不明。
巴勒納的屍體異變後跟著來到洛德斯沼澤，後接替伊格納西歐管理牧師。

### 伯萊利村莊(普雷利镇)人物
萝丝（Roze）聲：（日本：丰崎爱生）
在普雷利村居住的少女，当大贤者之杖运送队被魔物袭击的时候，她也被魔物劫持了。事实上她就是大贤者预言中的先知，继承了古代人血液的少女。
原被紅色軍團劫持，但後來被威爾斯肯特奪走，運用她古代人的力量化為黑龍。後在與黑龍一役中被亞勒詹達救出，但由於蘿絲承受不住現實的壓力而不願甦醒，所以杰倫特就在王城底部建立巢穴來保護還在沉睡的她。
雷奧與克拉拉之女。
哥布林爺爺
於森林中出現的老邁哥布林，個性善良，對人類沒有敵意。
原有五個孫子，但皆被艾蕾娜捉去做實驗材料，雖然主角前去搶救，但除了老么哥淑外皆被妖魔化而回天乏術，哥布林爺爺為此憤而將自己妖魔化來向艾蕾娜復仇，最後與艾蕾娜一起跌入懸崖行蹤不明。

### 魔法山脊人物
湯瑪士
聖殿騎士團團長，奉伊葛納西歐主教的命令帶領騎士團前往魔法山脊。
傑克的事件讓他了解道教團內部恐怕已受龍之追隨者的滲透，為此將牧師艾丹從騎士團中除名，讓他以自由之身去追查先知的下落。
傑克
聖殿騎士團成員，牧師艾丹親若兄長的前輩。
實為龍之追隨者的一員，奉令奪取能顯現「大賢者預言」的兩件聖物。對於與如同弟弟般的艾丹立場相對感到無奈，最後死於艾丹之手。
賽德提克
運送賢者魔杖的聖物護送隊成員，在遭魔物伏擊受創時，被牧師艾丹與魔法師安潔莉卡救出。
實為威爾斯肯特為聽取「大賢者預言」而派去的臥底，假扮成龍之追隨者來混淆視聽，身分曝光後死於艾丹及安潔莉卡之手。

### 凱德拉關卡人物
亞勒詹達/阿爾傑塔（Argenta）聲：（日本：田中敦子）
披着红色斗篷让人惊艳的美女，初期出现帮助冒險家的神秘角色，看上去是杰伦特的旧识。异常而又理性的行动模式和高傲的外表下也有关心他人的一面，口口声声无法理解人类，但是却一直在帮助人类。
实际身份是古代龙的后裔，與杰倫特是兄弟般的關係。参加过龙的突袭，但因一直在幕后行动而不为人知，据说比杰伦特的力量还要强大，但大部分的力量都用在支撐「巨石碑」上。
未來的新六英雄之一。
艾蕾娜/埃雷娜 聲：（日本：田中理惠）
身穿紅衣的黑暗精靈，身邊跟著一隻食人魔。身分為紅色軍團團長，也是策劃綁架蘿絲的原兇，與亞勒詹達似乎有仇。原預計在不歸之路散佈魔力物質汙染凱德拉關卡，但不但被冒險家阻止，還反而讓自己遭受汙染，最後於聖域中心與哥布林爺爺同歸於盡。
原本是黑暗精靈的女王，為了族群而加入紅色軍團。7位龍之使徒之一。
大衛/戴维 聲：（日本：荻原秀樹）
自稱為遠近馳名的偉大冒險家，實則為實力平平的吹牛大王，在主角為亞勒詹達的要求而四處奔波時多次相遇。
對亞勒詹達一見鍾情，對與她有關係的冒險家十分忌妒。為求表現而單獨一人與獅蠍克洛洛交戰而身負重傷，被冒險家送到亞勒詹達那治療，從此作為亞勒詹達的奴隸跟隨她，負責跑腿與料理。

### 神聖天堂人物
卡西歐斯/卡西乌斯 國王 聲：（日本：井澤詩織）
治理神聖天堂的幼小國王。年幼時就繼承王位，在叔叔與大臣所給予的壓力下總是鬱鬱寡歡，不喜歡他們把自己當作小孩。憧憬著與自己同名的上代國王－騎士王卡西歐斯，期待自己也能成為一位勇猛的騎士王。
史都華德/斯图尔特 公爵 聲：（日本：荻原秀樹）
卡西歐斯的叔叔，是先王的弟弟，總是憂心姪子的安危。雖然對大臣們以穩健的態度對待，實際上卻非常不信任他們。有著只有家人才能信任的思考模式。
卡莉恩/卡拉安 聲：（日本：五十嵐裕美）
宮廷魔法師，卡拉律的大弟子。自尊心強，非常敵視牧師，覺得他們不可信任。
伊葛納西歐/伊格纳西奥 主教 聲：（日本：秋元羊介）
教皇泰拉瑪伊的代理者，態度和藹可親，積極的對主角們提出支持與援助。
實際上是龍之追隨者的成員，暗中動作頻頻，設計利用海龍害死傑倫特，並在事後擄走先知蘿絲逃逸無蹤。
為龍之追隨者中的7位龍之使徒之一。
道格拉斯 将军 聲：（日本：遠藤大輔）
出身於代代服侍王室的軍人家庭，是位對王室有極高忠誠的將軍，也是位對女兒蕾娜極為關愛的父親。對公爵史都華德過度干涉國事感到憂心。
蕾娜（Lena）聲：（日本：釘宮理惠）
道格拉斯将军的独生女，娇蛮任性，正义感十足。事實上，蕾娜並不是道格拉斯將軍的親生女兒。她真正的父母在小時候被龍之追隨者所害。表面上是皇城深闺大小姐，实际上也扮演着神圣天堂中著名的怪盗白玫瑰，惩治腐败的官员，爲的是釣出隱藏在貴族中的龍之追隨者餘黨。
泰雷珠 聲：（日本：井澤詩織）
年轻的黑暗精灵，對人類文化充滿好奇，因而最近经常在港口附近出没，因緣下於主角建立了跨越族群的友情。
在艾蕾娜死亡後接任黑暗精灵女王，非常愛護自己的同胞，由於立場一度忍痛與主角劃開界線，但後來族內發生叛變，她在遭到追殺時與主角重逢，在其幫助下重返王位，而彼此的友誼由隨之重合且更加穩固。
和神圣天堂的商人凯莉是笔友。

### 洛德斯沼澤(莲花沼澤)人物
查蒂/察提 聲：（日本：戸松遥）
莲花沼泽的原住民，有着猫一样的耳朵和尾巴，被无情的命运玩弄的少女。輕信克拉汗的谗言，为了救出被龙之追随者劫持的村民和自己的爷爷，把村民世代守护绿龙的宝玉的位置透露给克拉汗，结果不但害死了自己的爷爷，也搭上了自己的性命。和西戴尔的感情不错。她的命运也影响了西戴尔的成长。
西戴尔 聲：（日本：佐藤利奈）
年轻的天才魔法师，卡拉秋的徒弟。喜欢察提，并因为卷入察提与克拉汗的事件而逐渐成熟起来，不再表现的幼稚与冲动，也决心成为强大的法师。
在卡拉秋死后，继承了佩奥理斯塔的衣钵，成为了法师团新的领袖。
克拉汗/卡拉翰 声：（日本：岡本信彦）
自负且堕落的天才魔法师，年轻的时候曾经是佩奥里斯塔的领袖，但是为了修炼秘传魔法做出了许多令人发指的事而被逐出法师团，后跟随某人成为其使徒，50年来利用自己的秘传魔法保持青春，再新的黑龙动乱期间突然出现，在莲花沼泽和神圣天堂奔走并收集龙之宝玉，为了达成自己的目的不择手段，甚至可以伤害自己的亲人。
7位龍之使徒之一。
哈洛麗/夏萝莉 声：（日本：道重沙由美）
阿尔特里亚大陆的国民级偶像歌手，到哪里都能见到她的粉丝，表面上似乎是天真烂漫的元气少女，实际上似乎很坏心眼。有一只会说话的猫作为仆人。
喵喵 声：（日本：KOKIA）
ㄧ隻會說話身穿襯衫可以雙腳站立的貓咪，哈洛麗的仆人，经常被使唤去做一些很难办的事。
尤班史爾/尤万西贝尔
前任精灵女王爱玛莉莉丝曾经的恋人，希望爱玛莉莉丝放弃成为女王而与自己私奔，但爱玛并没有选择他。尤万西贝尔后被逐出精灵的国度，并在探索特雷西亚真正的意义，在莲花沼泽邂逅年轻的特里亚纳并被其酷似爱玛的面貌吸引，从而指引年轻的精灵找到自己的特里希亚的意义。
7位龍之使徒之一。
XD-07
从未来来的观察员之一，知晓自己的真实身份是潔絲敏/百合花的复制体的事实后，开始着手研究并发现了拯救自己的办法，在牺牲了后续派遣的众多观察员之后，遇到了XD-26，并感慨她与伙伴之前的牵绊，并死在XD-26手上，临终前把自己的收集的龙之宝玉的碎片交给XD-26，希望她能代替自己，并快乐的活下去。

### 新生代冒險者
對應著龍之谷玩家職業的角色，代表著玩家自己以外的其他職業位於故事劇情中所扮演的位置。在游戏主线任务中出現。
為了各自的理由而踏上旅途的年輕冒險者們，隨著因果卷入關乎世界的巨大動亂之中，繼承了傑倫特等人拯救世界的意志，為了阻止邪惡的肆虐而努力奮鬥。
西恩/施安
代表戰士。为了追随父亲的话而誓为伟大的战士的年轻冒险家，在普雷利村中和弓箭手特里亚纳相遇并卷入先知蘿絲被劫持的事件展开自己的冒险旅程。崇尚正义，个性热血且单纯善良，经常和特里亚纳搭档，对美丽的精灵特里亚纳有好感，在战斗中经常鲁莽的行动且身先士卒，并把伙伴的安危作为自己首要的考虑方向，经常做出自我牺牲的行为。
在與海龍賽派特拉交戰時中與特里亞那一同染上海龙的血液，且被污染的最为严重。對傑倫特的死深感自責，也對因此受到龍血波及的的特里亞那感到愧疚。
父亲是拥有沙漠之狼称号的使徒之一兰伯特。
在未來成為新一代的六英雄成員。
特里亞那
代表弓箭手。为了寻找“特里希亚”的意义而踏上冒险旅程的年轻精灵，在普雷利村中邂逅施安，并与他共同行动。经常表现出涉世不深的一面，无法完全理解人类的思考回路，单纯且温和。
在與海龍賽派特拉交戰時與施安一同染上海龙的血液，而劝说施安与之一同前往洛德斯沼澤寻找治疗的方法。长相酷似很久以前的一位精灵女王爱玛莉莉丝，在洛德斯沼澤邂逅爱玛莉莉丝曾经的恋人尤万西贝尔，被这个多情而罕见的男性精灵引导出自身的潜力，稍稍理解了“特里希亚”的含义。
在未來成為新一代的六英雄成員。
安傑利卡
代表魔法師。原本踏上前往洛德斯沼澤的旅程的天才魔法师，但因为好赌成性而將旅費全花在賭場中，還欠下可以买下整个神圣天堂的巨债，为了还清债务而在魔法山脊奔波跑腿，也因而卷入圣物护送队被袭事件，而在大賢者預言顯現後被辛西娅派遣代表法师团追踪古代种后裔的少女。
贪财且喜欢耍小聪明，但是本质并不邪恶，麻烦的事情喜欢全推给在魔法山脊遇到的牧师艾丹，但实际上很依赖和他的关系。
在未來成為新一代的六英雄成員。
伊桑/艾丹
代表牧師。贵族出身的艾丹放棄繼承家業並自己選擇了踏上成為牧師的道路，作為聖殿騎士團的一員前往魔法山脊搜查龙之追随者，在過程中遭遇到圣物护送队被袭事件。在亲手杀死了自己親若兄長的杰克之后决心找出幕后的真相，在團長湯瑪士的許可下離開聖殿騎士團，踏上冒险的征途。
经常与在魔法山脊遇到的安杰利卡一起行动，并乐于帮她收拾手尾。
母亲是黑暗女神官埃克莱尔，有着强大的实力和潜力无限的高贵血统。
在未來成為新一代的六英雄成員。
柯梅里纳/哥眉麗娜
代表學者。嬌小的少女冒險者，來自50年後的未來世界，為了姐姐百合花所指派的任務而來到現代，尋找名為「巨石碑」地方的線索。
認識在未來成為新一代六英雄的威爾斯肯特，相信他是個本質善良的人，一直關心他的行蹤與安危。在黑山一戰後秘密治療受到重傷的他。
在洛德斯沼澤遇上了其他與自己相仿的少女，發現自己本身並非人類，而是百合花利用寶玉碎片為核心所製成的複製人之一，代號為XD-26。真相曝光後被百合花無情的捨棄掉。而在幾番波折後，少女決意守護自己現在所在的時空，即便要與過去最愛的姐姐為敵。
卡莉（舞娘）
列恩
代表刺客。
夏洛特
代表長槍手。帶著妹妹踏上旅程的少女。

### 龍之追隨者
佩德
龍之追隨者的王者，七位龍之使徒的主人，紅龍寶玉的持有者。
蘭伯特
戰士西恩的父親，七位龍之使徒之一。

### 其他
黛西
出現在海勒瑪堤港口的小女孩，為了一隻受傷的小黑鳥而請求著冒險家的幫助。
真實身分卻是古代龍遺留的第三個寶玉持有者。為DX系列複製人的原型。
在未來，黛西將自己的寶玉分成兩半，以其中的一半為核心製做自己的複製人，也就是百合花。而百合花在黛西死去後，以她留下的另一半寶玉製作出三十位DX系列的複製人。
潔絲敏/百合花
學者柯梅里納（XD-26）的姐姐。黛西以自己為原型所做出的複製人，代號DX-00。
負責引導學者柯梅里納完成找尋先知的天啟計畫。然而，天啟計畫因先知被龍之追隨者帶走而宣告失敗，決定啟動入侵過去世界的「沙漠風暴」計畫。
埃克莱尔
牧师伊桑的美丽母亲，為女神奉獻己身的黑暗女神官。年轻时与神圣天堂的贵族青年发生了一段恋情，但碍于自己女神官的身份而在那名贵族青年面前消失，后把两人的骨肉送回给贵族抚养，在莲花沼泽的绿龙动乱中，收到自己父亲寄来的信件的伊桑在通过和其他黑暗女神官们的对话中得知了自己母亲的真实身份。埃克莱尔再次出现在伊桑面前并告知他身体裡蕴藏的潜力，待伊桑感悟之后，一边感慨自己儿子的成长，一边承诺伊桑今生不再见面。
幻象（illusion） 聲：（日本：绿川光）
附身在刺客體內的神秘男子，冷酷無情，擁有強大的實力。附身後一直處心積慮要吞佔刺客的身體，偶而會顯現出來幫他戰鬥。與露娜莉亞之間有難以釐清的關連，對她非常執著。
真實身分是刺客十年後的自己，龍之追隨者中的第四使徒，但在50年前無故失蹤，使徒的位置由颱風金接手。
露娜莉婭 聲：（日本：伊藤加奈惠）
跟著幻象一起出現在刺客眼前的神祕女子，擁有穿越時空的能力，但因為自己無法控制而會突發性的胡亂發動，讓跟在身邊的刺客苦不堪言。
真實身分是女神維斯提內的碎片，在過去被墮落的古代人招喚而降臨在世界上，被賦予的唯一目標就是開啟「巨石碑」（莫諾里斯）之門。而在過程中，露娜莉婭遇上了一名少年，兩人一同行動過一段時間，讓露娜莉婭漸漸對他產生感情。但在露娜莉婭開啟「巨石碑」之門的時候，少年突然死去，讓無法接受的露娜莉婭逆轉時空，回到了過去。然而無論露娜莉婭重複了幾次，少年總會死去，而無數次的輪迴讓露娜莉婭的意念不斷被消磨，最後連自己的目的也漸漸遺忘。
實際上，刺客與幻象皆是在不同平行時空中的那名少年，露娜莉婭每次都會遇上他，並一同旅行。直到幻象的這一次，幻象不願與她分開，讓露娜莉婭選擇逃走，等到再次見面，幻象已經成為了使徒。經過一連串事故，讓她最後遇上了刺客。

## 游戏世界
游戏中的世界为各个独立的小地图组成，目前还没有开放型的大地图。基本上是一个城镇周围有若干附属区域，附属区域中有若干关卡的形式。目前，除了神圣天堂外，其他地区都可以穿过地图跑步到达。在达到一定等级之前不能够去新的城镇。
每个城镇都有各种功能型的NPC方便玩家，比如铁匠，商人，技能导师等。也都有飞空艇传送员，可以通过购买机票快速的抵达想去的主城。
而從凯德拉关卡開始新增了城內傳送員，方便了玩家在較大型的城內地圖中能夠更方便的移動到目的地。

### 阿勒泰亞大陸/阿爾特里亞大陸（The Land of Alteia）
由北部的雪原地區和南部森林與雨林組成的大陸。在大陸的中央是神聖天堂，在大陸的南部有泰努瑪拉，在大陸的東部有阿努阿蘭德。大陸的名稱是以創造世界的神阿爾泰亞命名的。

### 伯萊利/普雷利村莊（Prarie Town）
（1~9级）

位於阿勒泰亞大陸西南部森林的小村莊，很多人靠砍伐樹木或販售森林裡的東西維生。本來是平靜又安詳的村莊，但近來有魔物出沒組成了警備隊。這裡也是战士與弓箭手開始冒險的城镇，少女诱拐事件发生的地方。
阴影森林（Shadow Forst）
連接柏萊利村莊與狂風森林。之所以叫陰影森林，是因為過去曾經是茂密的森林。很久以前在和魔物的戰鬥中，森林被全部燒光，這裡變成了廢墟。
但現在樹木重新長了出來，重新變成了綠色的森林。
狂风森林（Wind Forest）
連接陰影森林與水晶峽谷的森林。這裡有很久以前古代人留下的狂風森林神殿，以及黑龍肆虐的時候人們用來作為安息處的墓穴。

### 魔法山脊（Mana Ridge）
（1~9级）

位於阿勒泰亞大陸西北部寒冷地區的聖地。很久以前賢者曾經帶領兩位弟子在這裡居住，這裡建有大陸最大的圖書館。魔法師們在這裡守護著聖地，但由於某種原因，這裡現在被神聖天堂派來的牧師占據。法师和牧师開始冒險的城镇，运送队被袭事件发生的地方。
雪霜坡道（Frost Hill）
連接魔法山脊和冰融森林的坡道，有通往霜風峽谷的入口。一年四季冰雪覆蓋。這裡之所以變成這樣，有氣候方面的原因，也是因為受到了某個魔法師失敗的魔法實驗的影響。
冰融森林/融解森林（Blizzard Plain）
位於雪霜坡道和水晶溪流之間的森林。魔法山脊是牧師和魔法師的聖地，所以這裡既可以找到魔法師的遺跡，也可以找到牧師的遺跡。魔法師之路是通往魔法師的佩利斯托魔法研究所之路。寂靜修道院是過去牧師們生活的修道院遺跡。

### 凯德拉关卡（Carderock Gateway）
（10~23级）

傭兵的村莊凱德拉關卡。從很久以前開始，這裡就是傭兵或踏上旅程的冒險家們的必經之路。這裡本來以傭兵的村莊聞名，但真正讓這裡出名的，是叫做凱德拉抗戰的和魔物的戰爭。那時活躍在戰場上傭兵的故事，至今還口耳相傳。在這裡可以乘坐飛艇，這幾乎是前往大陸西部的王城神聖天堂的唯一途徑。
水晶溪流/水晶谷（Cristal Stream）
冰融森林、狂风森林和凯德拉关卡相連的地方。之所以叫水晶溪流，是因為之前這裡的水像水晶一樣透明潔淨。
魔法山脊的萬年冰雪融化後的雪水至今仍然非常潔淨。這裡到處分布著凱德拉抗戰時期的戰場，特別是嘆息峽谷，在凱德拉抗戰中有很多人在那裏犧牲了。
灰芒廢墟/灰色廢墟（Gray Ruin）
凱德拉關卡與落葉滿佈的湖岸之間的地區。過去是凱德拉關卡的一部分，但在凱德拉抗戰之後便成了廢墟。現在還能看到很多以前的建築。
遭到侵略的聖域是和古代人有關的遺跡，但現在受到了侵略，各處都遭到了不同程度的損壞。但據說現在在某個地方還留有古代人的寶藏。
落葉滿佈的湖岸/堆滿落葉的湖岸（Lower Ridge）
連接灰芒廢墟的地方。魔法山脊融化的雪水在這裡彙集成了湖水。這裡有古代人的遺跡－－被遺忘的寺院入口和狂暴野獸的巢穴。在凱德拉抗戰當時，死亡森林是戰鬥最激烈的地方，現在變成了生物難以生存的地區。

### 神圣天堂（Saint Haven）
（24~40级）

支配大陸西部的凱西烏斯王室的王城，過去叫做黑木要塞，在黑龍肆虐的時期曾是對抗黑龍的據點。神聖天堂是那時取的名字，意思是神聖的安息處。
（60~70级）

被龙之追随者们破坏的神圣天堂已然重建，一切，都以新的姿态归来！神圣天堂的城门开启后，龙之追随者们闯入。指挥他们的正是过去守护着王城的伊格纳西奥。龙出现在天空中，随后落到王城顶部。被称颂为建国王的那个人，在神圣天堂建立首都的他，因为他的归来，神圣天堂变得充满了凄惨的悲鸣和深深的恐惧。王城内部的小国王卡西乌斯因为恐惧在颤抖着，近卫兵、将军、公爵守在国王周围。建国王从小国王处夺走了某样东西……稍后，龙出现于王城，飞向某处。神圣天堂被破坏时，所有人简直都束手无策，但是，阿尔特里亚居民们重建了城市……
海勒瑪堤港口/赫爾馬岱港口（Hermalte Port）
連接神聖天堂和大陸南部的洛德斯沼澤（蓮花沼澤）等地區的港口。位於羅萊萊茵河河邊的這個港口，原來是佩達王室和精靈們建交之後建立的口岸。在廣場中心有紀念這一事件的雕塑。在這裡坐船，可以到達孤島。據說下游廢墟曾是精靈們生活的地方，但現在已經很難想像出當年的風貌了。
黑山山角（Skirt Of Black Mountain）
龍之突襲的戰場，六位英雄在這裡集結，攻擊了黑龍的巢穴－－黑暗大君主關卡。和海勒瑪堤港口/赫尔马岱港口以及神聖天堂相連。茂密的森林中原本是一個小村莊，但是某一天這裡的人們全都消失了。人們猜測這裡一定發生了什麼變故，但誰也不知道發生了什麼事情。
时空庭院
連接各個巢穴的特殊空間，由金龍剩餘的力量所做成
暗黑空間入口
連接暗黑空間的入口，可以連接到黑暗的警界索拉法
阿努阿兰德关卡（Anuarendel Gateway）

### 洛德斯沼澤/蓮花沼澤（Lotus Marsh）
（40~60级）

大陆南方洛德斯沼澤/蓮花沼澤中的小镇，原住民均为狐人。屠龙六英雄之一的 卡拉律/卡拉秋 在这里休生养息。
利伯偉特停泊處/利物沃特碼頭（Live Water Port）
洛德斯沼澤/蓮花沼澤北部的狭长走廊，作为陆地上唯一与神圣天堂连接的渠道，可以乘船在这里与海勒瑪堤港口/赫爾馬岱港口之间来回。这里有很多古代人留存下来的遗迹，现在这些遗迹还由古代科技制作的各种机关守护着，也有龙之追随者在这个码头附近建立据点。

## 专属名词
- 太古之星

预示大贤者即将出现的星星，也有人说这颗星星的出现和黑龙的觉醒与魔物泛滥的灾害相关。
- 大贤者

拥有看到女神之梦的能力的特别的人。
故事中的古代人末裔：萝丝就拥有类似的能力，由于可以看到女神的梦境，因而拥有理解女神的意识并修复存在破坏的危机的支撑着世界的石柱“巨石碑”的力量。
类似像萝丝这样的能力人并不是只有一名，在找到他们并确定谁才是真正的大贤者之前，牧师们一般把他们称为先知。
- 龙之追随者

追踪先知的信仰龙的集团。
虽然不明白是信仰阿尔泰亚还是维斯提内的龙，但是他们的确对龙极其崇拜。并以龙的圣地为目的对各个曾受过龙害的地区进行侵扰。
- 魔法

包括马里安所持的秘传魔法以及雅各布所持的神圣魔法。
故事中基本上秘传魔法的使用者都是女性法师，而神圣魔法是男性牧师使用，但实际上双方不论哪边都是对同一位女神信仰的力量，并在上古时代，古代的大贤者一人便精通两种法术。也因此，男性的秘传魔法使用者也有不少。
- 黑暗女神官

和牧师一样信仰女神阿尔泰亚，为了驱除和治愈女神的噩梦与阴霾奉献出自己身体的女性。
将体内埋入宝玉，肉体由原本的人类产生了异变而成。
- 精灵

拥有长耳，與人类相似的亚人种。拥有极长的寿命，并不会变老。
是从被称为生命之树的生物上生长出来，基本上为女性。腿力和弓术极强，非常热爱自然。
- 古代人

阿尔泰亚创造的善良且拥有强大能力的人种。对世界的系统十分理解而拥有超高的科学力量。
后来因为女神噩梦的影响，大部分古代人精神受到污染，并在随后引发的战争中自灭了。
一部分依旧善良的古代人通过和人类繁衍生息而让自己的子孙保存了下来。
- 龙

由女神的力量创造出来的强大的生命体。有古代龙（艾因賢特），混沌龙（凱因恩斯）和暗影龙（彼樣德）等。
現今的龍為古代龙與混沌龙遺留的碎片所化。當初古代龙所分裂的兩大部份分別化成金龍與銀龍，混沌龙的碎片則分化出了七條不同的龍。而它們其他沒有變成龍的碎片，不是沉睡在於不知名的地方，就是成為至高的寶物。
拥有支撑世界之柱“巨石碑”的能力，虽说这样重任对龙的生命有异常巨大的负担。现在担负这个责任的是银龙。
- 特雷希亚

精灵一族追寻的最终目标，被人类理解为类似命运的概念。
每个精灵的特雷希亚都不同，每个精灵理解和最终认定的属于自己的特雷希亚都是独一无二的。因此精灵们在年轻时候踏上冒险的旅途的目的也就是为了寻找自己的特雷希亚。当她们找到了属于自己的特雷希亚后，就会停止冒险，并在当地长久的居住下来。

## 游戏系统

### 副本系统
玩家通过通关各种地下城副本来养成自己的角色和完成主线以及支线的任务，而游戏目前的升级养成渠道也完全由地下城副本组成。
地下城副本有五种不同的难度，依难度由低到高分为：容易，普通，困难，專家，深渊。最初只可以进入两种难度的地下城副本：简单和普通。其余的难度必须在完成过当前最高级别的难度之后才能解锁，而难度解锁并不能通过组队的方式跳跃，只能依次进行。但是在组队的时候，如果队长开启了更高级别的难度，所有队员都是可以进入未解锁的难度的。
在中國大陸第四章的版本更新後，除了深淵難度以外的所有難度均可初期進入，但是完成相應難度之後還會給予開啟高級難度的提示。
- 容易(Easy) - 开始便可进入。只有少量的敌人，并且敌人的攻击力和血量都非常的少，适合用来熟悉关卡，单人游戏和完成任务。

- 普通(Normal) - 开始便可进入。比简单稍难的难度，敌人的血量和攻击及防御能力都是正常的范畴。完成该难度可以解锁困难模式。

- 困难(Hard) - 完成普通难度開啟。该难度最重要的特点是部分怪物被提升成精英的状态，他们将会拥有更多的能力，并且基础属性也得到了提高，让玩家更难对付。BOSS的血量变成了两倍。完成该难度可以解锁專家模式。

- 專家(Master) - 完成困难难度開啟。该难度同样也有精英怪物，而敌人的数量，攻击力，防御力和血量都会大幅提升，推荐4人组队进入。BOSS的血量变成了三倍。

- 深渊(Abyss) - 必须完成相应任务方可进入。游戏裡最困难的模式，每当玩家等级到达一定级别之后就会解锁相应的深渊副本。在这个难度中，怪物将会变得十分强大，数量也十分众多。该难度中还会出现小BOSS并以紫色名字标识，他们的能力比精英怪物还要强大，并且有和BOSS相当的血量。深渊难度的地下城会有更大的几率掉落稀有装备及史诗装备（也就是A级装备）。最终BOSS的血量变成了四倍，而且部分副本中还会有2只最终BOSS同时出现。通关后会有兔子箱掉落，并会开出B的消亡方块和C的NPC礼物，如果有钥匙，便会掉落A的碎片（可以在文章学者兑换A级文章）。还有一定机会掉落金兔子箱，除了会开出普通兔子开出的东西外，还会随机掉落A级的各职业技能文章2、3个，B的NPC礼物

### 疲劳值系统
进入副本进行游戏需要消耗疲劳值（FTG），难度越高的副本，所需要的疲劳值也就越多，当玩家和其他玩家组队进行游戏的时候，疲劳值的消耗会减少，队伍中的玩家越多，疲劳值的消耗就会越少。疲劳值消耗完毕后不能进入副本。想要充分利用疲劳值就需要协同更多的队友一同进行游戏，设计者通过这种方式来鼓励玩家进行组队游戏，增加玩家之间的交流。
在中国的版本中，每个角色拥有的疲劳值分为四种，原本各种疲劳值都将会在每日凌晨4时更新，而中国在3月23日的新一章更新中，将更新时间统一调整为早上9时：
- 每日疲劳值，共有700点。
- 网吧疲劳值，在官方指定的“VIP网吧”登陆游戏时可获得。
  - 红龙特权网吧：100点疲劳值+10%经验值加成+2个生命之石
  - 银龙特权网吧：120点疲劳值+12%经验值加成+2个生命之石+银龙特权宝箱
  - 金龙特权网吧：150点疲劳值+30%经验值加成+2个生命之石+金龙特权宝箱
- 活动疲劳值，一般有150點至300点，游戏举行特定活动时赠送。
- VIP疲劳值，共有150点，通过购买游戏商城中的VIP道具获得。

在香港/台灣的版本中，每個角色的疲勞值分成四類（較中國大陆版本大同小異）：
- 每日疲勞值，共有700點，每天早上9點更新。
- 網吧疲勞值，有150點，在官方指定的網吧玩登陸便可獲得。
- 活動疲勞值，一般有200點至400點。
- VIP疲勞值，共有300點，在商城可以購買“VIP”，每天早上9點跟每日疲勞值一同更新。

### 复活系统
在副本中死亡的角色，可以有两种选择：结束副本或者复活。而复活则需要消耗1个复活道具。

这些道具的数量会在角色的头像下方和组队菜单中以蓝色和红色的心型图案表现出来。
- 复活石：以蓝色心型显示，角色每天将会获得3个复活石，刷新时间和疲劳值的刷新时间一致。当消耗完毕后，除非角色拥有复活书，否则就无法在副本中复活。复活石存在上限，也就是说每个角色最多只能持有3个复活石，就算当天没有消耗完，第二天复活石总数也不会超过3个。当角色购买了游戏商城中的VIP道具时，复活石持有的上限将会变成5个。
注：上文说明对应普通玩家，VIP网吧玩家每天可额外获得一个复活石，因此持有上限上升1个。

- 复活书：以红色心型显示，只能通过在游戏商城中购买来获得，当角色的复活石消耗完毕后，玩家就可以通过消耗复活书来复活在副本中死亡的角色。与复活石不同的是，复活书还可以用来复活队伍中别的死亡角色。

- 复活苹果汁：由农场种植的复活苹果所制作出来的料理，可以提供一次龙的巢穴复活的机会，在UI上不显示，作为道具占用一格玩家的背包。

### 巢穴系統
最高難度級別的地下城副本，進入這類副本不需要消耗疲勞值，但是需要各種被稱為印章的門票（印章需從深淵副本的寶箱取得）。通關這類副本原本是沒有經驗值獎勵的，但是在最近幾次等級上限開放的版本更新中，通關部分巢穴也可以獲得一定的經驗，同時也可以得到大量的金錢、稀有裝備和稀有材料的獎勵；對應各種巢穴還有成套的稀有套裝：在完成指定的任務後，利用巢穴內提供的材料在各城鎮的鐵匠處製作。
牛頭怪巢穴（Minotaur Nest）
曾經是前任黑暗精靈女王麾下，紅色軍團的軍團長、牛頭怪首領：深紅大將軍翁曼巴的巢穴，坐落在凱德拉關卡附近，時時刻刻威脅著剛剛起步的冒險家。
地獄三頭犬巢穴（Cerberus Nest）
煉獄之地獄頭犬卡凱里的巢穴，坐落在黑山山腳下。
獅蠍巢穴（ ） 
暗黑獅蠍領主羅德克萊姆的巢穴，坐落在海勒馬堤港口附近。
天启/阿普卡利斯巢穴（Apocalypse Nest） 
未來的凱文駕駛的時空穿梭飛艇受到毒氣污染後變異成擁有自我意識的強大魔物，它藉助埋葬於淒涼森林深處的神聖遺蹟的力量，將廢棄的村莊和礦山當做是自己的巢穴。
海龍巢穴（Sea Dragon Nest） 
海龍賽派特拉的巢穴。它是過去邪惡的古代人為了製造龍而做的實驗中誕生的雛形生命體，曾經被六英雄消滅。後因魔物作亂而復活，最後從傑倫特體內吸收龍魔力而成為完整的龍。該巢穴是首支8人團隊巢穴。
大主教巢穴（Archbishop Nest） 
為了搶奪綠龍寶玉，龍之追隨者大主教卡扎滿，率領跟隨自己的黑巫師安達拉、半泥人陶德斯特、背德的傳道者阿爾道夫、報復的暗殺者摩尼塔、冷血的魔法師拉斯欽以及墮落的巴拉定巴里沃斯等人，出現在阿爾特利亞興風作浪。為了對抗早他們一步從察提身體裡吸取了綠龍寶玉的克拉汗，卡扎滿必須要進一步增強自己的實力，於是他解開了很久很久以前，被封印的邪惡圖騰之一的石人乎地諾斯的封印。
綠龍巢穴（Green Dragon Nest）  
获得绿龙宝石的克拉汗，为了化身为真正的绿龙，不断收集着古代图腾。而为了阻止克拉汗的野心，佩奥里斯塔魔法团也一直寻找他的踪迹。某一天，克拉汗来到一个名叫冥界之门的地方，将古代遗物的力量扩大到极致并将其吸收，这时，佩奥里斯塔魔法团的魔法师们也追踪至此，一场生死搏斗就地展开。忽然间，克拉汗变身成绿龙，并将冥界之门创造成了绿龙巢穴......
巨人巢穴（Gigantes Nest）  
从古代村落出来到外部世界的年轻古代人是没有特殊能力的非能力者，虽然它们没有特殊能力，但从出生时开始就流着古代人的血液，可以自由使用古代兵器。为了补偿身为非能力者的自身力量，控制在神殿中沉睡着的“巨人”，那些“巨人”正是邪恶的古代人使用过的古代兵器。巨人内部被邪恶的力量融合，并且使巨人集团失去理智而暴走。
台风金巢穴（Typhoon Kim Nest） 
为了受欺压的兽人，借助龙之追随者的力量建立了大兽人共同体。他也是兽人金的爸爸，热爱同族和他的儿子兽人金一起建立了共同体，但现在不能让触发凯德拉之间抗争的地再继续为所欲为了！
K教授巢穴（Professor K Nest）  
原本是天才科学家，但没能救治死于未知病的妻子以后不相信任何人。经受亡妻的痛苦的他陷入不明生命体的研究上，不断失败后他想借未知陨石的力量想创造出伟大的生命体。不惜一切代价……
沙漠龙巢穴（Desert Dragon Nest）
混沌龙的七大碎片之一，由于被杰兰特封印而未能觉醒为龙，但随着杰兰特的死亡，封印的力量日渐减弱，被百合花利用K博士的研究资料唤醒。和天启巢穴类似，该巢穴可由玩家选择通关顺序
守卫者巢穴

迷雾巢穴

试炼巢穴

黑龙巢穴

三核巢穴

火山巢穴

## 运营情况

### 中国大陆
以公开测试为准
- 2010年7月22日 不删档开放性测试 开放24级
- 2010年8月5日 正式公测 第一章 神圣天堂。开放32级
- 2010年8月26日 第二章 黑暗神殿。开放黑暗神殿，地狱犬巢穴。
- 2010年9月14日 2.1 炼狱风暴。开放地狱犬巢穴地狱模式
- 2010年10月19日 第三章 杰兰特镇魂曲。开放40级、纹章、师徒、好感度系统。新增牛头怪巢穴,小妖精城邦
- 2010年11月18日 第四章 真•神兽逆袭。开放獅蠍巢穴普通模式和地狱模式，技能树改为T3版本。新增二级密码设置和龙币系统。
- 2010年12月22日 第五章 年度特别版 天启之路。开放天启巢穴，开放潜力系统，更新圣诞节时装套装及时装武器，新增黑暗神殿【嫉妒的梦魇精灵】副本。
- 2011年1月27日 第六章 新春贺岁版 齐乐无穷。开放天启巢穴地狱模式，更新坐骑，主题公园，更新公会功能界面。
- 2011年2月16日 6.1 DN屠龙预备班。技能树调整。
- 2011年3月23日 第七章 邪龙初临。开放8人副本海龙巢穴，组队、交易场等系统微调，新增龙币交易。新增最终伤害属性纹章和称号收藏册系统。
- 2011年4月26日 7.1 清新校园季。开放高级物品保护药。
- 2011年5月18日 第八章 穿越僵尸。开放Zombie模式，天梯模式，技能树调整，竞技场易用性改善。
- 2011年6月9日 第九章 新启程。开放50级和二次转职。开放农场系统和赛马模式。开放莲花沼泽城镇及5个40~50级副本。新增公会联合点数系统、 装备和分解系统变革、强化代码系统。牛头怪巢穴入场等级从16级更改为24级
- 2011年7月7日 第十章 周年庆版 1路有你。新增50级巢穴主教巢穴普通模式、50级A级强化纹章、世界区域地图时空庭院；天梯赛第一赛季开启
- 2011年8月12日 第十一章 激夏战争。新增50级巢穴主教巢穴地狱模式、混沌细缝中的莲花副本、公会战练习模式、天梯赛3V3组队对战模式，莲花沼泽铁匠处新增技巧戒指制作栏，NPC奸商契普，可用女神的眼泪兑换50级A级道具
- 2011年9月22日 第十二章 新萝莉时代 新增第五职业学者及首个一转、混沌细缝的卡玛拉副本，开放双40大技能且不受前置技能限制但共享冷却时间，村庄内无法使用技能但移动速度增加20%，改进UI。
- 2011年9月30日 12.1 国庆特别版 全面进化论  新增工程师的两个二转。村庄内增加竞技场NPC；时空庭院增加牛头怪巢穴、混沌细缝的传送门；神圣天堂城镇结构优化及传送NPC改善；新增混沌细缝的巴伊拉、竞技场的“占领模式”、A级装备和代码在副本掉落；改进UI。
- 2011年11月24日 第十三章 大灾变-前夜（Katastrophe EPISODE 1） 开放了学者的50级主线任务、女神的怜悯交换货币；新增新5个副本及任务、二级后缀、女神的眼泪商店；食尸鬼模式中新增中国风地图；改进UI。
- 2011年12月21日 13.1 大灾变-绿龙（Katastrophe EPISODE 2） 新增了绿龙巢穴、海龙巢穴（硬核模式），原有的海龙巢穴将改为一般模式；原40级S级道具更改为L级道具，提升装备能力值。更新天梯赛奖励；新增圣诞节活动任务“追踪圣诞兽人”，巢穴地狱模式入场券更改为可交易，在原先的PvP地图上添加应用占领战模式，改进UI
- 2012年1月19日 13.2 龙腾新春版。黑暗神殿改版——新增憎恨噩梦2楼。
- 2012年2月23日 第十四章 萌之炼金术师 新增学者一转以及分支。添加NPC商店回购功能，首次通关活动，提升技巧饰品成功率，新增绿龙巢穴（练习模式），添加全灭战模式，删除了黑暗神殿频道，凯德拉关卡、神圣天堂内添加黑暗神殿传送入口，改进UI。
- 2012年3月21日 第十五章 上古兵器神临 新增50级巢穴巨人巢穴普通模式、绿龙巢穴（硬核模式），AⅢ级和SⅡ级精髓、新增城镇申请PK模式、新增2个新副本、新增了在没有公会的情况下可以从公会列表里面申请一个公会进入。新增了队员角色查看巢穴经验。
- 2012年4月26日 第十六章 暖春战歌 新增50级巢穴巨人巢穴（地狱模式）；改善了复活道具显示和操作键位界面；每日女神的眼泪成就变为每日任务；添加快速购买仓库与背包的功能；添加头盔显示与否选项；女神的怜悯从每天上限获取的10个调为15个，原本的神圣天堂纹章制作学者处的“制作水龙之鳞”这项已被删除，在狮蝎巢穴（地狱模式）和天启巢穴（地狱模式）通关的时候掉落东西将直接掉落“水龙之鳞”；憎恨噩梦添加了巨人巢穴的专用根源道具。在新开的版本1个月内进入巢穴全程免票。
- 2012年5月25日 第十七章 全迷总动员 客户端以全新的引导程序界面来变动（原来的旧版本程序界面在此版本开放以后将会作废）；添加巨人巢穴（练习模式）；新增捐赠系统；优化使用保护药的界面；物品保护魔法药可使用范围提升至强化+14；添加部分点劵物品删除功能；更改部分龙巢穴的复活方式和次数；增加公会战王城地下宝箱奖励内容；黑暗灵魂兑换券更名为特殊道具交换劵；新增进入竞技场快捷功能。新增羊咩咩坐骑和新宠物。
- 2012年7月12日 第十八章 Lv60 开放60级和2个新巢穴：台风金巢穴和K教授巢穴；技能树改为T4版本；开放5个51~60级副本；新增跨线组队功能；封印印章数量调整；角色信息窗口改善；增加完成转职成就；优化了点券项链对话框内显示的颜色和字体；取消部分巢穴的入场券需求；新增竞技场新手频道；神圣天堂的时空庭院，赫尔马岱港口的入场方式发生变动；部分首饰将不会再掉落；添加了51——60级的升级福利；强化螺旋和漩涡代码将暂停使用；公会仓库使用权限调整为40级以上角色才可以使用；修正暗属性辅助武器触发暗属性伤害的问题。
- 2012年8月23日 龙之谷2.0 新开职业舞娘，新的入场视窗，更优化的师徒系统，新服“舞力全开”。公测当天送50级角色一个。
- 2012年9月20日 第十九章 无限激斗 重新开放天梯赛（增加了防止玩家在等待天梯赛的过程中逃离的功能）；新增憎恨噩梦3楼；更改根源持续时间和憎恨噩梦通关次数；竞技场 更新/改善和添加赛跑模式（原有的绚烂主题公园中的绚烂赛跑不再举行）；新增竞技场入口传送；新增Lv.55 EX技能书学习；改善技能窗口的便利性、女神的眼泪获得方式和密语栏；
- 2012年10月18日 第二十章 黑月惊魂 竞技场新增淘汰赛制；技能树新增了两个功能——综合技能盒技能保存。技能保存也就是说试验加点模式（可以在加点错了以后后悔加点），综合技能就是根据一个账号下的角色综合等级来算出技能点；新增道具合成功能；新增私聊频道；竞技场新增查看排名功能；新增4个新副本；女神的眼泪商店新增动物帽子，神奇四侠，挂饰三种物品出售。
- 2012年11月22日 第二十一章 EX-挑战荣耀 黑暗神殿新增无限的佛尔米多地带；新增EX技能；新增收费巢穴——宝石关卡；各职业平衡性变更；改善强化系统 购买材料/强化已装备道具一步到位；道具说明改善；新增远程交接任务；商城道具新增“索要”功能；怪物动作改善；新增加入公会的奖励；增加了竞技场的奖励；新增可以在游戏中直接打开邮箱和礼物盒；新增了功能——新增的角色位置排序选项；角色选择窗添加‘HOT时装’；新增EX技能显示制作方法；新增了新建游戏角色自动加入勇士学院的功能。
- 2012年12月20日 第二十二章 海龙！绿龙！沙龙[18]！ 新增沙漠龙巢穴、更新登录视窗。添加了55级以下的巢穴的单人模式，时空庭院从1层楼变为两层楼。天梯赛添加2vs2模式对抗，帮助裡附加了竞技场的模式说明；光标移到已生成房间的模式、地图名上，就会显示该模式的说明与实景图。 亲密度（好感度）变更为全新的成就界面。精髓系列和贝伦系列全合并为1种。
- 2013年1月24日 22.1 龙飞凤舞迎新春 新开职业舞娘另一二转职业——舞者；竞技场新增连击练习模式；添加PVP成就室、竞技场宠物、祝福之石；新增服务器仓库；装备赋予潜力时可以利用潜力专用窗，使操作变得稍微方便；“消亡方块”将不会在副本内掉落；制作UI改进变得一目了然；强化私设频道；称号收藏册改进；沙漠龙巢穴改进；添加主动成就奖励。
- 2013年2月21日 22.2 屠龙之径 时空庭院内新增龙之远征队巢穴；莲花沼泽内新增3个全新副本；新增卷轴远程任务；新增CP点数记录；新增每日盖章的挑战任务；在技能栏里面显示技能冷却时间；新增每月成就；
- 2013年3月22日 22.3 沙之追忆 新增沙漠龙巢穴外传的3个巢穴分支：梅莫里亚Part Ⅰ——Ⅲ；新增沙漠龙BOSS专用根源；女神的眼泪商店新增道具；入场时弹窗的输出顺序有变化；解除了原先龙之谷（海龙、绿龙）练习模式的人数限制；修改了技能冷却时间的读秒颜色；龙之远征队奖励修改；修改获得的成就点数；新增与舞娘职业相关的职业转换券；3次词缀的相关修改；凯德拉的隐形小偷移到了地面上。
- 2013年4月25日 第二十三章 夺宝奇兵-全新家庭月 新增谷币系统；新增vVIP系统；新增沙漠龙巢穴外传的最后一个巢穴分支：梅莫里亚Part Ⅳ；商城全新布局更加清晰；新的挑战任务的每日签到变得更亲民；技能栏从原来的10个变为12个；巢穴地狱模式选择箱奖励变更；新增怪物“效果减少”系统提示；改进灵魂舞者的死灵动画；新增提示通关副本后将要移动到的村庄。
- 2013年5月23日 第二十四章 百合花落 莲花沼泽内新增了百合花远征部队这1个全新副本；新增护身符系统；装备合成系统新增了项链制作系统；新增了沙漠龙巢穴（硬核模式）；竞技场系统修正；新增升级奖励的提供向导和变更升级奖励道具的提供方式；女神的眼泪商店新增超帅气紫色皇冠道具，取消了超可爱小狗帽子道具；商店可购买的奖励变更；道具商城内新增传令红鸟道具；新增疲劳度初始化时间向导；重新整理每周成就列表；缩短了选择排行奖励时的时间和调整龙之远征队的复活次数；
- 2013年6月19日 24.1 疯鸭宅急便 装备合成系统新增了耳环制作系统；添加商城背包标签；新增【祝福之石】兑换功能；女神的眼泪任务修正；附加了支线任务【失败即结束】的接受条件；海龙巢穴修正；改善技能窗口的便利性和修正掉落率；
- 2013年7月25日 新三部曲Part1：大时代-极致蜕变-从新开始 开放70级；神圣天堂重新设计过，原来老版本的神圣天堂地图作废。去掉农场频道；新增61——70级的5个副本（阿努阿兰德五种全新关卡）；新增龙玉镶嵌系统；新增61——70级的技能；新增时装合成功能；部分NPC商店变更；
- 2013年8月22日 新三部曲Part2：守卫新月，何惧一战。 新增守卫者巢穴和70A巢穴套装；新增点“赞”活动；成就界面全面变更；纹章制作步骤简化；改善背包界面页签；修理装备更方便；掷骰子功能强化；选择奖励箱子更便利；在屏幕上方会显示与NPC对话的快捷键；新增特权网吧专属标识；
- 2013年9月11日 新三部曲Part3（最终曲）：刺客展示站-最帅！最动作！ 开放新职业：刺客和其一转职业：暗之使徒  二转职业：暗杀者（影）和收割者（烈）；宝石关卡进入条件调整为70级；NPC礼物道具合并；改善低等级区间；一转转职向导优化；物品分解调整；新增护符制作功能；天梯赛商店中新增出售70A防具。
- 2013年10月24日 万圣迷踪 新增迷雾巢穴；新增食尸鬼模式闯关和1个竞技场地图：火热的凯德拉；加强技能窗口SP易用性向导；改善任务追踪；变更上线时间活动UI；获得道具后显示NEW标志；修正成就帮助功能；对话中返回]快捷键易用性修正；强化和制作道具时，添加“装备的龙玉会被破坏”的说明；区分技能的额外伤害；添加公会成就“使命点数”的介绍；
- 2013年11月21日 混沌纪元 新增试炼巢穴和副本的混沌难度模式；新增女神的叹息道具和合成龙玉功能；添加材料道具选择系统；强化了副本进场信息和显示队员特效选项；添加了骰子滚动规则向导；添加特定道具或在网吧上线时的特定通知；女神的眼泪商店里面有新帽子上架。

### 台湾
以公开测试为准
- 2010年11月12日 Version.72版 不刪檔封測，開放24級，新增牛頭怪巢穴，新增次元兔子
- 2010年11月24日 Version.79版 開放32级，新增地獄三頭犬巢穴
- 2010年12月20日 Version.99版 新增地獄三頭犬巢穴地獄模式
- 2011年1月20日 Version.110版 開放40級，新增獅蠍巢穴。新增暗黑空間＂忌妒的阿泊特入口 ”。時裝轉蛋NPC內容物更新第3彈
- 2011年2月17日 Version.126版 新增獅蠍巢穴地獄模式。時裝轉蛋NPC內容物更新第4彈
- 2011年3月29日 Version.138版 新增天啟巢穴。新增主題樂園。時裝轉蛋NPC內容物更新第5彈
- 2011年4月19日 Version.147版 新增天啟巢穴地獄模式。新增【獨角獸】、【摩卡休加】以及【布郎尼喬克】騎寵。時裝轉蛋NPC內容物更新第6彈
- 2011年5月12日 Version.159版 開放海龍巢穴。時裝轉蛋NPC內容物更新第7彈
- 2011年6月21日 Version.176版 二轉新紀元，開放50级和二次轉職。新增利伯偉特停泊處、洛德斯沼澤地區。新增農場系統。神聖天堂新增時空庭院地區，可透過此地區直接進入各巢穴。新增公会联合点数系统、 装备和分解系统变革、强化代码系统。牛头怪巢穴入场等级从16级更改为24级。時裝轉蛋NPC內容物更新第8彈
- 2011年7月26日 Version.190版 新增50级巢穴主教巢穴，新增僵尸模式和主题乐园赛马模式。時裝轉蛋NPC內容物更新第9彈
- 2011年8月23日 Version.206版 新增50级巢穴主教巢穴地狱模式，新增50史詩級飾品，竞技场新增天梯模式。新增角色更名卡和角色轉職券,新增刺青轉蛋，可裝備在時裝"飾品"欄位,時裝轉蛋NPC內容物更新第10彈
- 2011年9月27日 Version.212版 開放新職業【機甲蘿莉】。新增競技場公會戰練習模式。新增寵物系統。新增角色可同時學習LV40雙大技。村莊中角色無法使用技能。新增角色欄位擴充券商品，新增魔法師九尾激光技能紋章。時裝轉蛋NPC內容物更新第11彈
- 2011年10月20日 Version.233版 開放【機甲蘿莉】二轉：炮擊之星和機甲司令。
- 2011年10月21日 Version.235版 修正機甲蘿莉時裝轉蛋券無法使用的問題。
- 2011年11月15日 Version.238版 修正萬聖節時裝禮盒販賣時間提前到期問題；修正VIP服務圖示顯示異常問題；修正(一般)交易所特别使用券，到期時不會消失的問題。
- 2011年11月22日 Version.249版 勇闖地獄島 新增5個新關卡，開放中級字尾製作，新增女神的憐憫商店、第8章主線任務與支線任務、3V3天梯系統、天梯積分排名獎勵；大主教巢穴(地獄模式)新增騎寵獎勵、殭屍模式地圖、PvP地圖；增加混吨的縫隙帕伊拉任務；改進UI。
- 2011年12月1日 Version.250版 商城新增疲勞值恢复藥水；修正一系列問題。
- 2011年12月20日 Version.261版 雙龍逆襲 新增绿龍巢穴、海龍巢穴（限時）、海龍巢穴（練習模式）；新增LV50(珍奇等級)武器/防具/飾品/潛力石/特殊技能紋章；新增LV40(珍奇等級)武器/防具/飾品/潛力石/特殊技能紋章；舊有LV40海龍装备(珍奇等級)升級為【傳奇等级】裝備；新增[珍奇等級]的字尾消滅方块(透过女神的憐憫商店進行購買)；『天梯商店』新增[勇者套裝(珍奇)]、[精髓袋(珍奇)]；部份裝備可透过鐵匠進行字尾赋予与強化；新增太完美主题樂園關卡 - 聖誕獸人的逃跑路；新增LV50珍奇裝備製作目錄。
- 2011年12月20日 Version.263版 修正綠龍巢穴出现巢穴奖励2倍活動文字問題；修正可重复獲得巢穴入場劵的問題；修正在PvP以火傷傷害死亡時死亡次數會出現2次的問題；修正使用時裝合成器时，各頁最后出現的道具会重覆出現在次頁的第一个之問題；修正特定防具字首無發動效果之問題；修正 聖誕節套装稱號[雪之精靈]能力值中文化說明錯誤的問題；修正機甲蘿莉Lv.38主線任務無法進行之問題；修正進行遊戲時画面延遲(Lag)的問題。
- 2012年1月4日 Version.264版 修正序号系統無法兑换之問題。修正特定道具导致背包無法整理之問題。
- 2012年1月17日 Version.275版 戰世紀 添加了公會戰；黑暗空間再進化（原本的憎噩的費札戴羅從1層樓分為2層樓），憎噩的費札戴羅會掉落根源；憎噩的費札戴羅進場最低等級調為32級，每個星期通關改為5次；
- 2012年2月7日 Version.280版 開放情人節禮盒
- 2012年2月21日 Version.288版 「煉金術師」 新增機甲蘿莉另一一转和分支。添加NPC商店買回功能，提升技巧饰品成功率，新增綠龍0穴（練習模式），添加ALL KILL戰模式
- 2012年3月21日 Version.296版 綠龍傳奇 新增巨人族巢穴(位于神聖天堂的時空庭院内)；新增Lv50敗德套装系列；新增巨人族巢穴成就；新增巨人族成就稱號；洛德斯沼澤新增关卡『盲目的峽谷』、『女王的庭院』；新增主線、支線任務、每日任務；新增 綠龍巢穴（限時）【入場劵『墮落的小妖精之石』需通过綠龍巢穴（一般模式）才可獲得。但限時模式玩家若死亡后不可復活】；新增 史詩級高級字尾，珍奇等級中級字尾；新增 [女神的憐憫商店]販售道具；新增每日疲勞值任務(部份每日任務結束后可获得少量疲勞值)；新增任務通報介面關閉功能；新增 村莊申請1:1决鬥功能；增加 每日任務介面欄位；公会系统改版。
- 2012年4月7日 Version.305版 勇闖巨人巢穴地獄模式 新增巨人族巢穴-地獄模式(位於神聖天堂的時空庭院內)。Lv50敗德套裝飾品。巨人族巢穴地獄模式成就。巨人族巢穴地獄模式成就稱號。龍巢穴專用復活次數顯示 控制設定介面選項 滿級後任務獎勵追加(只要玩家滿級後，進行支線任務，皆可額外獲得高級鑽石*1) 倉庫及角色背包在遊戲中購買介面的功能。增加頭盔隱藏選項。巨人族巢穴用根源道具(可獲得的地區：暗黑空間-憎惡的費札戴羅2樓)
- 2012年5月22日 Version.311版 捐贈系統與英雄召集令 新增巨人族巢穴 - 練習模式 捐贈系統 商城道具刪除功能 海龍巢穴復活次數限制解除(復活幣)。綠龍巢穴限時模式增加使用”復活的蘋果汁”1次復活機會 保護道具魔法果凍可使用的強化數值提升到+14
- 2012年6月22日 Version.317版 競夏熱戰 新增競技場PvP地圖『精靈的庭院』。
- 2012年7月10日 Version.327版 龍躍進化 - 首部曲 新增等級上限Lv60。新增『颱風金』與『教授k』巢穴。新增『突然異變棲息地』、『隕石落下地警戒區域』、『惡靈的陰影』、『隕石落下地中心部』、『被侵襲的神殿廢墟』關卡。第九章主线任务和各職業終極技Lv2
- 2012年8月9日 Version.317版 龍躍進化二部曲 舞姬卡莉降臨。
- 2013年11月12日 ，將交給遊戲新幹線代理，

並開放新職業暗殺者，和新神聖天堂
2014年7月22日 等級升至80等 推出80ex技 與創建新角色封頂時裝活動
```
＊2014年10月21日新增侵蝕之城、溫泉場景等＊2014年11月18日火山試煉巢穴開放，溫泉系統新增仙女、下調能力值藥水、超萌護士裝等 ＊＊2014年12月18日PvPvE新類型大型戰場開放、海釣模式登場
```

## 角色配音
目前中国大陆版本游戏中的NPC语音被替换为中文，但所有角色战斗、表情语音依然使用原版的韩国版配音。盛大网络除了在网络上招选业余配音爱好者以外，也邀请到了大陆部分专业配音演员、台湾著名配音演员刘杰与著名足球评论员黄健翔参与配音。
由于许多玩家不满足于原版的韩语配音，而改用自制的经日服客户端拆解打包而来的日语补丁包，将游戏中的NPC、职业语音、剧情语音等部分或全部替换成为日语。

## 违规现象，不正当行为与相关问题
- 2010年10月21日，盛大运营团队对在刚更新的第三章版本中通过外挂等违禁程序利用“沉没的货船”副本的bug进行练级和牟取暴利的玩家进行了50年的封停处罚，并在事后对因紧急维护而遭受损失的普通玩家提供了一定程度的补偿[21]。事件后，大量因利用bug被封停的玩家进行了联名的抗议[22]。未曾使用外挂进行游戏的玩家均表现出对盛大此次严厉封杀的肯定，而被封停的玩家则不顾自己违反用户协议的事实在网上呼吁其他玩家对盛大进行抵制，引發网络上的大量讨论。[23]

- 2010年12月2日，盛大运营团队在官方网站上发布了一篇致歉信[24]，就传闻自11月20日以来直至12月1日大规模爆发的利用游戏中的商城道具的bug而大量开启被称为“龙蛋”的博彩道具引发广大玩家不满的事件进行了致歉。虽然盛大呼吁玩家配合运营团队共同维护游戏环境，但是由于对玩家关心的事件处理方法不尽人意，因此引发官方及相关游戏论坛的骂战和激烈讨论。

- 2011年3月起，海龙巢穴开启之后，因其难度较大，通关奖励又异常丰富等原因，导致一部分玩家尝试使用外挂进行游戏。盛大运营团队在这次捕捉外挂使用者的行动中并没有得到较其他玩家满意的结果，除了一部分证据明显的违规者被处罚之外，其余违规者均没有得到适当的处罚。[來源請求]

- 2012年6月底——2012年7月初，由于马上要开放60级，加上60A和60B的套装属性比50S还要好的原因，导致一部分玩家利用分解装备无限卡彗星遗尘、彗星摆尾、圣光闪耀和圣光火焰的BUG进行无限卡强化代码而牟取暴利。[25]在这次无限卡换代码的事件，引起了官方及相关游戏论坛的骂战和激烈讨论。事后盛大运营团队在2012年7月12日维护更新当天把所有强化代码抽起了，主要原因是以前的强化代码系统无法满足于更多玩家的需求。

- 2013年5月初，爆发卡金门事件，起因是由于回归称号有金币加成，在进副本之前在外面（城镇到副本之间的地图上）切换回归称号可以导致金币加成BUFF重叠而且没有上限，事后官方并没有发表任何声明，只不过对有大额金币的账号进行了封号处理，有些通过游戏交易平台如5173购买金币的账号受到牵连。过后一个月，又爆发卡宝石事件，主要是高级玛瑙和高级钻石，同样是由于回归者账号建立角色之后，在进行第一场战斗之前领取礼包之后退出，然后重复登录，可以重复领取回归者礼包，事后官方同样没有发表任何声明，就是封号而已，不过考虑到回归者礼包发放活动已经实行了很久，可已想象最初发现此BUG并利用此BUG的违规者获取了多少不当收益。[26]

- 2013年8月6日，龙之谷港服和台服代理游戏橘子在宣布2013年11月11日中午12點結束台版龍之谷營運[8][9]不久，这件事情引发了不少香港和台湾的玩家抱怨（游戏橘子）代理商把玩家看成是一堆垃圾或質疑代理商不是沒賺錢，為何要犧牲這款遊戲。而代理商解释因原厂商不肯跟他续约，加上该游戏的营业额只有公司收入的一半，从导致港服和台服关门。[27]而消基會《消費者雜誌》發行人陳智義表示，游戏橘子代理商的在业者在游戏停止营运前3個月提早告知已算審慎，但考量到眾多玩家的權益才考慮增加補償內容，會更完備。[28]

- 2013年8月20日，龙之谷在港台地区服务器关闭，令上萬名玩家相當不滿，部分玩家在当天下午直接到游戏橘子代理商辦公室表達嚴重抗議。[29]有玩家批評遊戲橘子官方，在游戏關閉前还在大动作行销，故意刺激大家去消费[29]。

- 2014年3月24日，龙之谷欧服盛大运营团队以“共享账号”为理由将超过200人的CrystalScar公会全体封号，禁封时间至2037年或2050年不等。这讓该公会玩家相當不滿，就在当天在龙之谷欧服论坛表達嚴重抗議。[30]有玩家质疑Game Master沒有把玩家放在眼里，只针对CrystalScar公会全面封号，GM对此态度嚣张，给予回应仅为“Accept or not, you are banned” 同时玩家抖出GM受贿违规封号事实。[31]

## 外部連結
- EYEDENTITY GAMES （页面存档备份，存于） 開發商
- Dragon Nest官方網頁(韓國) （页面存档备份，存于）
- （简体中文）龙之谷官方网页(中国大陆) （页面存档备份，存于）
- （日語）Dragon Nest官方網頁(日本) （页面存档备份，存于）
- （繁體中文）Dragon Nest官方網頁(台灣、香港) （页面存档备份，存于）
- （英文）Dragon Nest官方网页(马来西亚、新加坡) （页面存档备份，存于）
- （英文）Dragon Nest官方网页(美国、加拿大、澳大利亚、新西兰) （页面存档备份，存于）
- （泰文）Dragon Nest官方网页(泰国、越南) （页面存档备份，存于）
- （俄文）Dragon Nest官方网页(俄罗斯) （页面存档备份，存于）
- （印尼文）Dragon Nest官方网页(印度尼西亚)（该网站已屏蔽海外IP，连搜索引擎也无法搜索出来）
- （英文）Dragon Nest官方网页(欧洲)（该网站已屏蔽除欧洲以外的IP）